# Jordan Stewart (football, 1982)
Pour les articles homonymes, voir Jordan Stewart et Stewart.
Jordan Stewart est un footballeur anglais né le 3 mars 1982 à Birmingham, reconverti entraîneur. Il évolue au poste d'arrière latéral de 1999 à 2017.